# Rinnen (Gemeinde Berwang)
Rinnen ist ein Dorf, eine Fraktion und eine Katastralgemeinde der Gemeinde Berwang im Bezirk Reutte im österreichischen Bundesland Tirol.

## Geographie
Der Ort liegt  im Rotlechtal auf einer Höhe von 1262 m ü. A. Nachbarorte sind: Berwang, Anrauth, Brand, Forchach und Weißenbach am Lech.

## Geschichte
Im Jahr 1485 wird der Ort erstmals erwähnt. Erste Siedler bairischer und schwäbischer Herkunft kamen über die Tarrenthon Alp und wurden sesshaft. Die Sebastiankapelle am Ortseingang, von Berwang kommend, wurde laut einer Jahresangabe im Altar um 1640 erbaut.
Nach Ende des Zweiten Weltkriegs entwickelte sich der Ort zu einem Urlaubsort. Erste Gäste wohnten in den alten Bauernhäusern, die dann nach und nach zu Pensionen ausgebaut wurden. Heute gibt es im Ort neben den Pensionen drei Hotelanlagen. Neben dem Tourismus dienen einige im Ort erhalten gebliebene Bauernhäuser noch der Landwirtschaft.

## Sehenswertes
Als denkmalgeschützte Gebäude gelten die Ortskapelle hl. Sebastian, die Ölberg-Kapelle, die Kapelle Spitzeck und der Bildstock Sebastiansstöckl. Der Außerferner Jakobsweg führt an der Sebastianskapelle vorbei (siehe auch Liste der denkmalgeschützten Objekte in Berwang). Nach, von und über Rinnen führen mehrere Wanderwege.